# تایکوساما گونکی نو اوچی
تایکوساما گونکی نو اوچی (به ژاپنی: 太閤様軍記の内 たいこうさまぐんきのうち)، زندگینامه تویوتومی هیده‌یوشی، کانپاکو در طول دوره آزوچی-مومویاما در تاریخ ژاپن است. این زندگینامه توسط محقق، اوتا گیوایچی (太田牛一 ۱۵۲۷–۱۶۱۳) در سال ۱۶۱۰ در زمان حاکم دوم خاندان توکوگاوا، شوگون‌سالاری توکوگاوا، توکوگاوا هیده‌تادا منتشر شد. اگرچه یک گزیده از کتاب اصلی است، اما از نظر محتوا بی نظیر است زیرا نسخه اصلی وجود ندارد.